# سفارت مراکش در لندن
سفارت مراکش در لندن (به انگلیسی: Embassy of Morocco) یک سفارت در بریتانیا است که در لندن واقع شده‌است.